# Poppy (musical)
Poppy è un musical con colonna sonora di Monty Norman e versi e libretto di Peter Nichols. Prodotto dalla Royal Shakespeare Company, il musical ha debuttato a Londra nel 1983, per poi essere messo ancora in scena nel 1988, 1998 e 2005. Il musical, ambientato durante la prima guerra dell'oppio, racconta il rapporto tra l'imperatore Daoguang e la Regina Vittoria. Il musical ha vinto il Laurence Olivier Award al miglior nuovo musical.

## Brani musicali
Primo atto
- "The Emperor's Greeting"
- "Dunroamin-on-the-Down"
- "Whoa, Boy"
- "The Good Old Days"
- "Why Must I?"
- "In These Chambers"
- "If You Want to Make a Killing"
- "Nostalgie de la Boue"
- "John Companee"
- "Poppy"

Secondo atto
- "China Clipper"
- "The Bounty of the Earth"
- "The Emperor's Lament"
- "China Sequence"
- "They All Look the Same To Us"
- "The Blessed Trinity" (Civilisation, Commerce and Christianity)
- "Sir Richard's Song"
- "Rock-A-Bye Randy"
- "The Dragon Dance"
- "Rat-a-Tat-Tat"
- "Finale"